# Eduard Flò i Guitart
Eduard Flò i Guitart (Badalona, 8 de desembre de 1881—Barcelona, 13 d'abril de 1958) fou un pintor català, destacat sobretot com a retratista. Format a l'Escola de la Llotja de Barcelona, el seu estil és de caràcter figuratiu i paisatgístic, seguint encara els corrents realistes que havien imperat al segle xix i deixant de banda, per tant, els moviments d'avantguarda del cap de segle xix. Fundador d'una acadèmia pròpia a Badalona, fou professor de dibuix i puntura també a altres centres tant de Badalona com de Barcelona. A més va realitzar diverses exposicions individuals o col·lectives, I exercir com de jurat a concursos, especialment a l'Exposició de Belles Arts de Badalona, de la qual era un dels principals promotors.

## Biografia
Nascut el 8 de desembre de 1881 al núm. 7 del carrer de Sant Anastasi de Badalona, fill del barber Isidre Flò i Font, natural d'Alella. En la seva infantesa demostrà afició i facilitat com a dibuixant, no tenia encara deu anys que dibuixava els clients de la barberia, i els seus pares decidiren matricular-lo a l'Escola de la Llotja el curs de 1891-92. A l'escola tingué un llarg aprenentatge, n'era deixeble encara el 1906 i fou ben valorat i premiat en diverses ocasions per les seves aptituds. També hi conegué artistes com Ramon Martí, Antoni Caba o Modest Urgell, alguns d'ells mestres que l'influïren. El curs de 1901-02, amb vint anys, amplià estudis a Roma, becat per l'Ajuntament de Badalona, primer per sis mesos i finalment amb tres més. Hi va contactar amb l'ambient artístic de la ciutat i el coneixement directe dels mestres renaixentistes i barrocs. Més tard, passà tres mesos a París, pel que sembla gràcies a l'ajut de la reina mare.
Al voltant d'aquells anys, havent tornat de Roma, celebrà algunes exposicions a Badalona i col·laborà esporàdicament amb la revista Gent Nova. A més va rebre nombrosos encàrrecs, sobretot de retrats, pels que tenia una especial facilitat. Tanmateix, alguns no quedaven satisfets perquè Flò els retratava de forma exacta, sense retocar-los res. Començà a donar lliçons de dibuix i pintura a casa seva; quan es va traslladar amb la família al carrer de la Mercè, 11, el 1906 hi obrí una acadèmia, que anuncià a la premsa local, orientada a nois i noies en diferents horaris. La feina de mestre la continuarà durant molts anys. Demostrava condicions excel·lents com a mestre, de tracte amable i correcte, a més de ser una font segura d'ingressos, més que no pas els encàrrecs particulars. Col·laborà en activitats ciutadanes, com jurat de concursos, i continuà celebrant exposicions individuals, a les com la Parés (1908 i 1912) o el Centre Badaloní (1913).
El 1914 es va casar amb la seva deixebla Maria de Azcue Blanc. El matrimoni va anar a viure a Barcelona, però el pintor continuà donant classes a la seva acadèmia de Badalona i també a la seu de l'Ateneu Obrer de Badalona (1914-1919) i l'Escola Elemental del Treball (1928-1935). Amb l'arribada dels cinc fills, cada vegada hagué de dedicar-los més atenció econòmica, i començà donar classes a Barcelona, per exemple a l'Institut Comercial de la Immaculada del carrer de Balmes. Va continuar els encàrrecs particulars, molts d'ells de fet còpies d'obres de pintors famosos. Exposà molt esporàdicament, participà en una col·lectiva a la Sala Parés el 1919 i una individual a la mateixa sala el 1924.
La guerra civil la passà a Alella amb la família, on pintà força paisatges del poble i retrats que li eren pagats en espècies (sucre, tabac, llaunes de menjar…). Acabada la guerra tornà a Barcelona, on realitzà algunes exposicions individuals, a la Sala Barcino (1940) i a la Sala Pons Llobet (1944) i col·labora activament en les Exposicions de Belles Arts de Badalona celebrades durant els anys 40, formant part gairebé sempre del jurat qualificador. Per la mateixa època es feu soci del Reial Cercle Artístic de Barcelona. En els darrers anys de la seva vida una lesió ocular li ocasionà molèsties a l'hora de pintar, si bé no perdé la visió, i hagué de deixar-ho de fet poc abans de morir, el 13 d'abril de 1958. L'any següent el ple municipal de Badalona acordà donar el seu nom a la continuació del carrer de la Mercè, entre les dues carreteres; la placa fou descoberta el 20 de novembre de 1960.

## Estil
Fou un pintor de la figura humana, especialment de retrats, també del paisatge i de la natura morta, mantenint-se sempre fidel a unes formes expressives que tenien la seva arrel en la pintura realista del segle xix. Aquest estil l'adquirí a la Llotja i durant les estades a Roma i París. Per tant, de jove ja s'allunyà dels ambients artístics de l'època, sobretot de les avantguardes, de les quals sentí sempre força prevenció. Per això, la seva evolució no és buscada, sinó més aviat una de més natural, no gaire evident a primera vista i sobre la base de l'acumulació d'experiències. De jove dibuixa i pintava perquè en sentia la necessitat, qualsevol cosa li servia: paisatges, natures mortes, amics o coneguts, autoretrats… ben construïts i captats amb traç segur i bona utilització del color i de la llum, sense estridències. En opinió de Núria Casals, és tracta d'una obra molt vàlida, que per un munt de circumstàncies fou injustament oblidada durant anys.